# Franck Montagny
Franck Montagny (* 5. ledna 1978, Feurs, Francie) je francouzský automobilový závodník. V současnosti[kdy?] žije v anglickém Oxfordu.

## Kariéra před formulí 1

### Motokáry, formule Renault
Na motokárách začal závodit v roce 1988, vyhrál francouzský kadetský šampionát v roce 1992 a následující rok se stal mistrem třídy National 1.
V šestnácti letech debutoval v závodních autech, hned v roce 1994 vyhrál French Renault Campus championship. V následující dva roky strávil ve Formuli Renault, v roce 1995 skončil 4 a stal se tak nejlepším nováčkem sezony. O rok později v roce 1996 byl šestý, když skoro polovinu sezony musel vynechat z důvodu zlomené ruky.

### Formule 3
V roce 1997 přestoupil do francouzské formule 3, kde skončil čtvrtý. Zúčastnil se také britského šampionátu. V roce 1998 skončil ve francouzské F3 druhý, když dokázal vyhrát 10 závodů a získat 12 pole positions z 22 závodů.

### Formule 3000, Formule Nissan a sportovní vozy
Roku 1999 přestoupil do Formule 3000. V sezoně skončil desátý (spolu s českým závodníkem Tomášem Engem se 6 body a jeho největším úspěchem bylo pódiové umístění na Hungaroringu, v roce 2000 pokračoval ve stejné sérii, skončil patnáctý s 5 body.
Roku 2001 přestoupil do Euro Open Formule Nissan, kde dokázal již v prvním roce vyhrát, získal 8 výher z 16 závodů. V roce 2002 pokračoval ve World Series by Nissan, ale přestoupil do nového týmu. Skončil druhý za vítězem Ricardem Zontou a vyhrál 4 závody. I roku 2003 závodil s Formulí Nissan a dokázal opět vyhrát celé mistrovství s 9 výhrami ze 17 závodů.
V letech 1998 – 2009 závodil také ve sportovních vozech, účastnil se závodu 24 hodin Le Mans, jeho nejlepším výsledkem je 2. místo z let 2006 a 2009.

## Formule 1
V roce 2003 se stal oficiálním testovacím jezdcem týmu Renault F1, kde pokračoval i roku 2004, kdy si vyzkoušel i testování s týmem Jordan. Pro Renault testoval i v roce 2005.
V roce 2006 se stal závodním pilotem týmu Super Aguri F1, když při Grand Prix Evropy 2006 nahradil japonského pilota Júdži Ideho, kterému byla odebrána superlicence. Odjel celkem 7 závodů a svého nejlepšího umístění (16.) dosáhl při Grand Prix Monaka 2006 a při domácí Grand Prix Francie 2006, která byla zatím jeho poslední velkou cenou F1. Pro zbytek sezony byl angažován další japonský pilot Sakon Jamamoto a Montagny se stal pouze třetím a testovacím pilotem. V pořadí jezdců skončil na 27. místě bez bodu.
V roce 2007 byl testovacím a zároveň náhradním pilotem pro tým Toyota F1.

## Kompletní výsledky
| Legenda k tabulce | Legenda k tabulce                                                                       |
| Barva             | Výsledek                                                                                |
| ----------------- | --------------------------------------------------------------------------------------- |
| Zlatá             | Vítěz                                                                                   |
| Stříbrná          | 2. místo                                                                                |
| Bronzová          | 3. místo                                                                                |
| Zelená            | Bodované umístění                                                                       |
| Modrá             | Nebodované umístění                                                                     |
| Modrá             | Dokončil neklasifikován (NC)                                                            |
| Fialová           | Odstoupil (Ret)                                                                         |
| Červená           | Nekvalifikoval se (DNQ)                                                                 |
| Červená           | Nepředkvalifikoval se (DNPQ)                                                            |
| Černá             | Diskvalifikován (DSQ)                                                                   |
| Bílá              | Nestartoval (DNS)                                                                       |
| Bílá              | Závod zrušen (C)                                                                        |
| Světle modrá      | Pouze trénoval (PO)                                                                     |
| Světle modrá      | Páteční testovací jezdec (TD)                                                           |
| Bez barvy         | Netrénoval (DNP)                                                                        |
| Bez barvy         | Vyřazen (EX)                                                                            |
| Bez barvy         | Nepřijel (DNA)                                                                          |
| Bez barvy         | Odvolal účast (WD)                                                                      |
| Bez barvy         | Nezúčastnil se (prázdné)                                                                |
| Označení          | Význam                                                                                  |
| Tučnost           | Pole position                                                                           |
| Kurzíva           | Nejrychlejší kolo                                                                       |
| †                 | Jezdec nedojel do cíle, ale byl klasifikován, protože odjel více než 90 % délky závodu. |
| ‡                 | Byl udělován poloviční počet bodů, protože bylo odjeto méně než 75 % délky závodu.      |
| Horní index       | Umístění bodujících jezdců ve sprintu                                                   |

### Formule 1
| Rok  | Tým                        | Šasi             | Motor                 | 1   | 2   | 3   | 4   | 5       | 6       | 7      | 8      | 9       | 10      | 11     | 12  | 13  | 14     | 15     | 16     | 17     | 18     | 19  | Body | Umístění  |
| ---- | -------------------------- | ---------------- | --------------------- | --- | --- | --- | --- | ------- | ------- | ------ | ------ | ------- | ------- | ------ | --- | --- | ------ | ------ | ------ | ------ | ------ | --- | ---- | --------- |
| 2003 | Mild Seven Renault F1 Team | Renault R23      | Renault RS23 3.0 V10  | AUS | MAL | BRA | SMR | ESP     | AUT     | MON    | CAN    | EUR     | FRA TD  | GBR    | GER | HUN | ITA    | USA    | JPN    |        |        |     | –    | –         |
| 2005 | Jordan Grand Prix          | Jordan EJ15B     | Toyota RVX/05 3.0 V10 | AUS | MAL | BHR | SMR | ESP     | MON     | EUR TD | CAN    | USA     | FRA     | GBR    | GER | HUN | TUR    | ITA    | BEL    | BRA    | JPN    | CHN | –    | –         |
| 2006 | Super Aguri F1             | Super Aguri SA05 | Honda RA806E 2.4 V8   | BHR | MAL | AUS | SMR | EUR Ret | ESP Ret | MON 16 | GBR 18 | CAN Ret | USA Ret | FRA 16 |     |     |        |        |        |        |        |     | 0    | 27. místo |
| 2006 | Super Aguri F1             | Super Aguri SA06 | Honda RA806E 2.4 V8   |     |     |     |     |         |         |        |        |         |         |        | GER | HUN | TUR TD | ITA TD | CHN TD | JPN TD | BRA TD |     | 0    | 27. místo |

### Formule E
| Rok     | Tým                | Auto                  | 1     | 2       | 3   | 4   | 5   | 6   | 7   | 8   | 9   | 10  | 11  | Body | Umístění  |
| ------- | ------------------ | --------------------- | ----- | ------- | --- | --- | --- | --- | --- | --- | --- | --- | --- | ---- | --------- |
| 2014–15 | Andretti Autosport | Spark-Renault SRT 01E | BEI 2 | PUT DSQ | PDE | BNA | MIA | LBH | MON | BER | MOS | LON | LON | 18   | 16. místo |